# Club d'Izborsk
Le club d'Izborsk (en russe : Изборский Клуб, Izborsky Kloub) est un laboratoire d'idées russe, fondé en septembre 2012 par l'écrivain et journaliste de gauche nationaliste, Alexandre Prokhanov. Il réunit des membres défendant le patriotisme et l'existence d'une identité nationale russe au sein de l'eurasisme. Ils appartiennent à différentes tendances et diverses sphères de la société. Son secrétaire est le slavophile Vitali Averianov. Il publie une revue du même nom depuis 2013.

## Nom
Le club doit son nom à la localité d'Izborsk à la frontière occidentale de la Russie, en Europe, lieu archéologique de peuplement russe. Prokhanov fonde ce lieu de réflexion en réplique au club Valdaï,  résolument institutionnel, auquel il a été autrefois invité et ne l'est plus aujourd'hui. Le club d'Izborsk s'est réuni entre autres à Saint-Pétersbourg, à Khimki (dans la banlieue de Moscou), à Ékaterinbourg, ou encore à Oulianovsk.

## Membres permanents
- Vitali Averianov (secrétaire), philosophe
- Alexandre Agueïev
- Jaurès Alfiorov, prix Nobel de physique
- Sergueï Batchikov, économiste
- Maxime Chevtchenko, journaliste
- Vladislav Chouryguine
- Mikhaïl Deliaguine, économiste, idéologue du parti Rodina
- Alexandre Douguine, théoricien politique et vieux croyant
- Andreï Foursov, historien et sociologue
- Sergueï Glaziev, membre de l'académie des sciences de Russie, cofondateur du parti Rodina
- Leonid Ivachov, général et président de l'Académie russe des problèmes géopolitiques.
- Maxime Kalachnikov, journaliste et écrivain, ancien secrétaire de Rodina
- Mikhaïl Khazine, économiste auteur de l'ouvrage Le Crépuscule de l'empire du dollar et la fin de la Pax Americana
- Andreï Kobiakov, économiste et directeur du site en ligne d'analyses géopolitiques Globoscope (en russe et en anglais)
- Valery Korovine, politologue slavophile
- Youri Lastotchkine, ancien directeur général de NPO Saturn
- Mikhaïl Leontiev, journaliste et écrivain
- Gueorgui Malinetski, mathématicien et théoricien de la cliodynamique
- Alexandre Nagorny (secrétaire exécutif)
- Natalia Narotchnitskaïa, politologue et historienne
- Alexandre Notine
- Vladimir Ovtchinski, criminologue et conseiller au ministère de l'Intérieur de la fédération de Russie
- Oleg Platonov, écrivain, directeur de l'Institut de civilisation russe
- Youri Poliakov, écrivain et journaliste, rédacteur en chef de la Literatournaïa gazeta
- Zakhar Prilepine, écrivain
- Alexandre Prokhanov (président élu)
- Oleg Rozanov, homme d'affaires
- Vassili Simtchera, professeur d'économie
- Nikolaï Starikov, journaliste, écrivain et blogueur conservateur
- Chamil Soultanov
- Sergueï Tcherniakhovski, philosophe et politologue
- archimandrite Tikhon (Chevkounov), rédacteur au site orthodoxe Pravoslavie.ru